# Рамазан (мечеть, Екатеринбург)
Рамаза́н — мечеть в Екатеринбурге, Россия. Принадлежит мусульманской организации «РДУМ Свердловской области».

## Строительство
Консолидация мусульманской общины в п. Химмаш началась в 1994 году. Имамом был назначен Ильхам Сафиуллин. Решением главы администрации Чкаловского района Е. В. Сарапульцевым, мусульманам был выделен большой земельный участок по адресу ул. Димитрова, 15, представлявший собой пустырь со стихийной свалкой мусора. Мусульмане района, при содействии властей вывезли с участка 104 самосвала мусора и сняли верхний слой земли.
Под строительство временной мечети был приобретен новый деревянный сруб. Также был куплен старый купеческий дом, который вместе со срубом поставили на фундамент. Во временной мечети на тот период пятничную молитву посещали до 60 человек.
В 2001 году в присутствии верховного муфтия ЦДУМ Т. Таджутдина и губернатора Свердловской области Э. Росселя был заложен первый камень в основание мечети. Строительство кирпичной мечети продлилось около 12 лет. Ежедневные молитвы и занятия по основам ислама и арабского языка стали проводиться сразу после возведения стен и крыши. Основные работы по строительству мечети были завершены в 2009 году, в течение ещё трех лет шли работы по доделке помещения. Стоявшая рядом временная деревянная мечеть была демонтирована. На её месте было построено халяль-кафе. Торжественное открытие мечети состоялось 27 сентября 2013 года. На открытии мечети присутствовали Верховный муфтий ЦДУМ России Талгат Таджуддин и вице-губернатор Свердловской области Якова Силин. В строительство мечети внесли свой вклад десятки предпринимателей и сотни простых верующих.

## Архитектура
Мечеть представляет собой, двухэтажное здание с действующим цокольным этажом. На первом этаже расположен большой мужской молельный зал, сверху выступает балкон для женщин. На цокольном этаже расположен учебный класс и кухня. Проектная вместимость мечети составляет 300 человек, но на пятничные и праздничные молитвы приходит гораздо больше верующих-мусульман. В мечети регулярно проводятся занятия по арабскому языку и основам ислама, работает исламский магазин. В течение месяца Рамадан действует «Шатер Рамадана», где для постящихся организуют разговение (ифтар).

## История
В августе 2014 года правоохранительные органы Екатеринбурга совершили рейд в мечеть. В мечети было обнаружено 29 экземпляров различных изданий, относящихся к федеральному списку экстремистских материалов, размещенном на сайте Министерства юстиции РФ. По словам муфтия Равиля Мамлеева запрещённые книги находились в мечети более 15 лет, их кто-то приносил, дарил, покупал когда они не были внесены в список экстремистских материалов В опубликованном Прокуратурой Чкаловского района г. Екатеринбурга пресс-релизе о проведенной проверке в помещениях мечети также говорится, что «в ходе осмотра помещений мечети выявлен ряд нарушений требований пожарной безопасности. Так, организацией не разработана и не утверждена инструкция о мерах пожарной безопасности, на объекте к работе допускаются лица без прохождения обучения мерам пожарной безопасности, отсутствуют знаки пожарной безопасности на путях эвакуации, отделка путей эвакуации выполнена из горючего материала, объект не обеспечен огнетушителями».

## Имамы мечети
- Сафиуллин, Ильхам (1994—1999) — имам-хатыб.
- Хасанов, Фаткулкодир Насретдинович (1999 — по настоящее время) — имам-хатыб.
- Баязитов, Альбир Мударисович — заместитель имама-хатыба[1].